# Claudiusstraße (Naumburg)

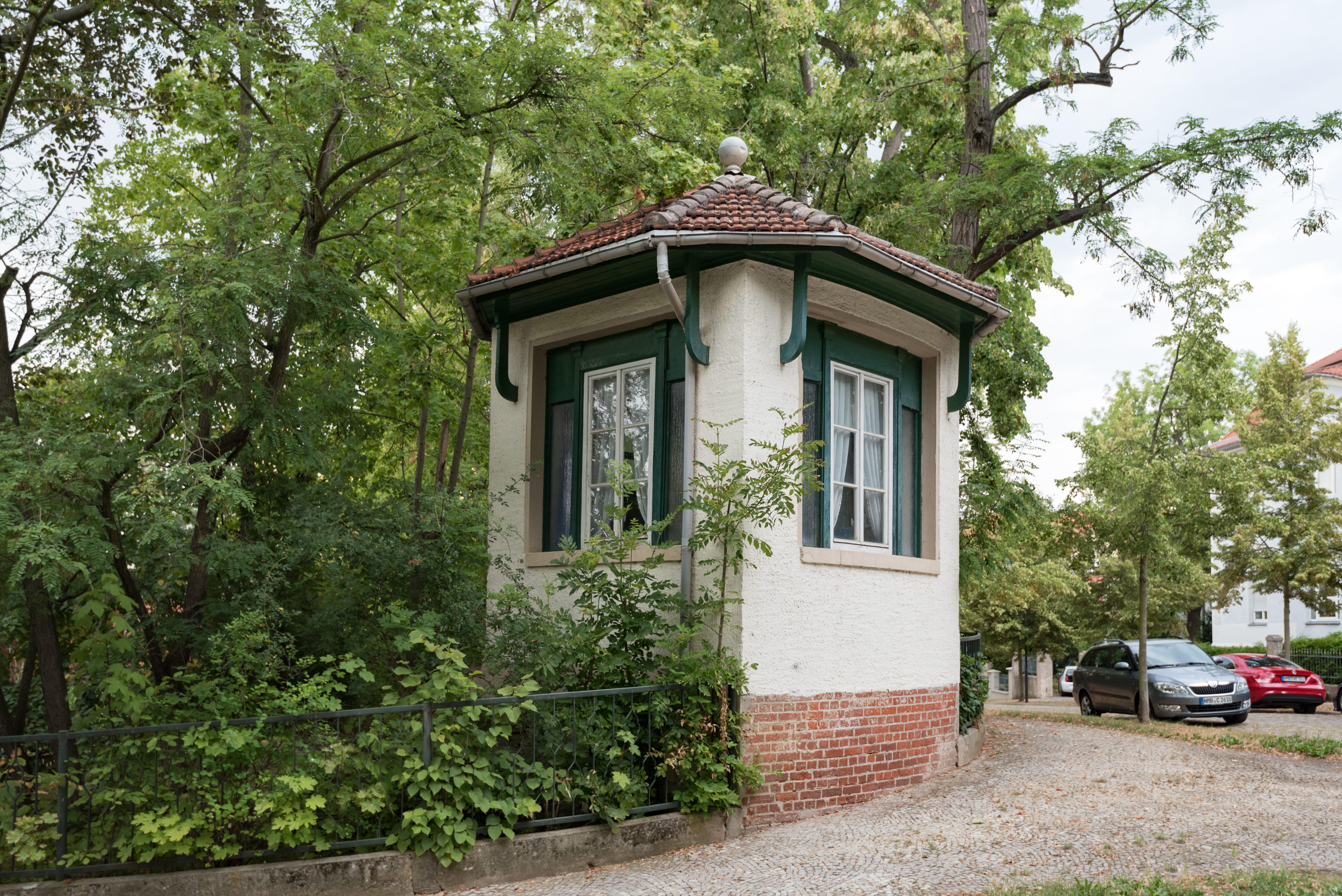
Pavillon in der Claudiusstraße

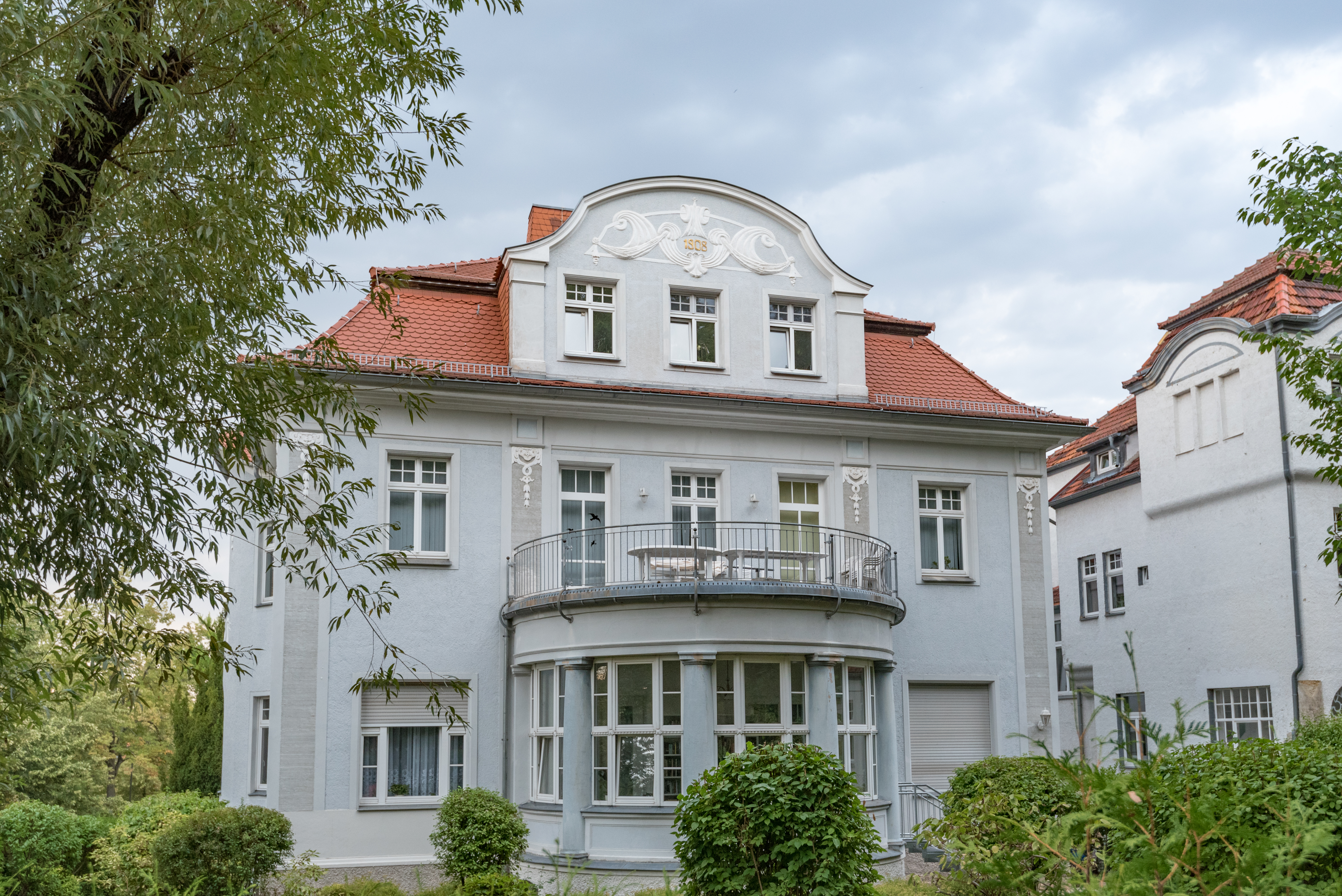
Villa Claudiusstraße 8

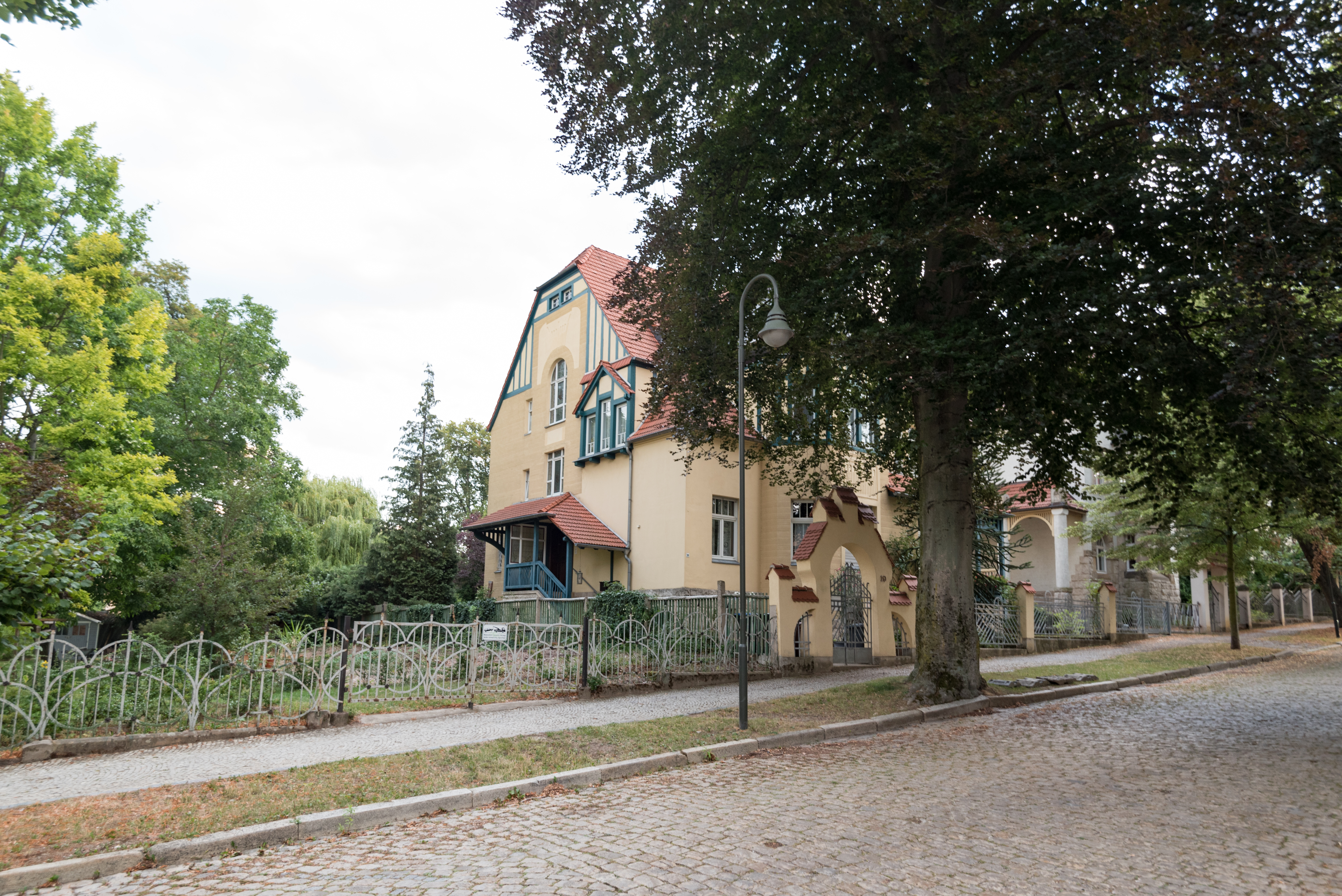
Villa Claudiusstraße 19

Im Bürgergartenviertel von Naumburg (Saale) gibt es die nach Carl Otto Claudius benannte Claudiusstraße. Die Anliegerstraße zweigt von der  Buchholzstraße ab und endet an der Hochstraße. An der Kreuzung befindet sich der abgebildete Pavillon. Es befinden sich auch denkmalgeschützte Villen dort.
Der Straßenzug ist ein Denkmalbereich und steht als solcher auf der Liste der Kulturdenkmale in Naumburg (Saale). 